# Rónald González
Rónald González Brenes (San Carlos, 8. kolovoza 1970.) je kostarikanski nogometni trener i umirovljeni nogometaš.
Od 1990. do 1991. godine nastupao je za Dinamo Zagreb.